# Fouleng
Fouleng is een dorp in de Belgische provincie Henegouwen, en een deelgemeente van de Waalse gemeente Opzullik. Tot 1 januari 1977 was het een zelfstandige gemeente. 

## Bezienswaardigheden
- De Sint-Clemenskerk (Église Saint-Clément) is een classicistisch kerkgebouw van 1780.
- De Onze-Lieve-Vrouw-van-Loretokapel (Chapelle Notre-Dame de Lorette) een kapel van 1770.
- Het Kasteel van Fouleng is een neoclassicistisch bouwwerk waarvan het hoofdgedeelte in 1867 werd gebouwd.

## Natuur en landschap
Fouleng ligt ten noorden van het Bois de la Provision terwijl zich in het noordwesten het Bois de Ligne bevindt. De hoogte aan de kerk bedraagt 65 meter.

## Demografische ontwikkeling
- Bronnen:NIS, Opm: 1831 tot en met 1970=volkstellingen, 1976= inwoneraantal op 31 december

## Taal
De streek van Opzullik had evenals Edingen en Hove lang een tweetalig karakter. Gedeeltelijk is dit nog steeds het geval; zoals dit tot uiting komt in het volgen van het populaire tweetalig onderwijs in de streek en het feit dat veel ouders hun kinderen naar Nederlandstalige scholen sturen in Vlaanderen.

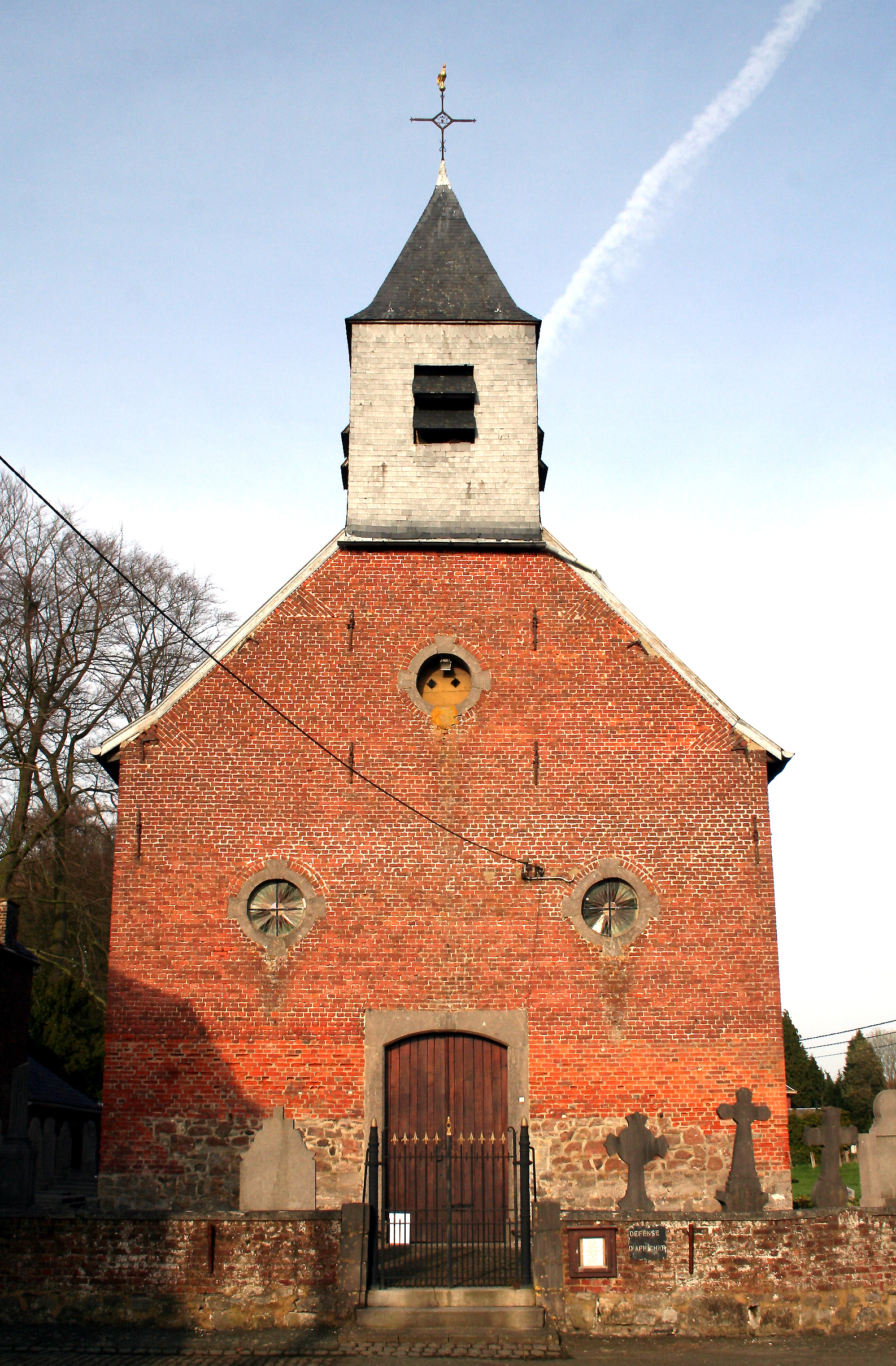
Sint-Clemenskerk (1780)
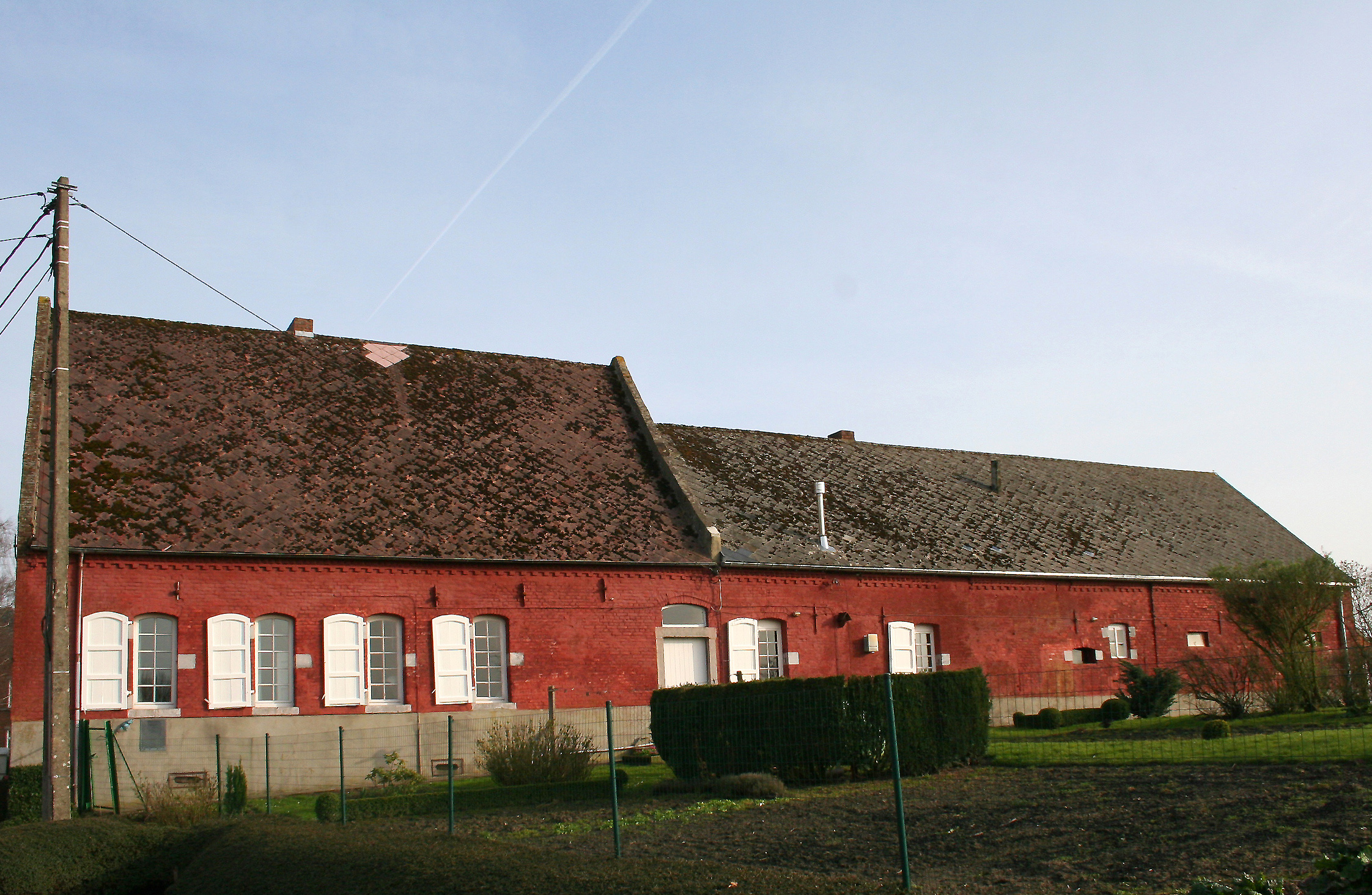
Oude boerderij
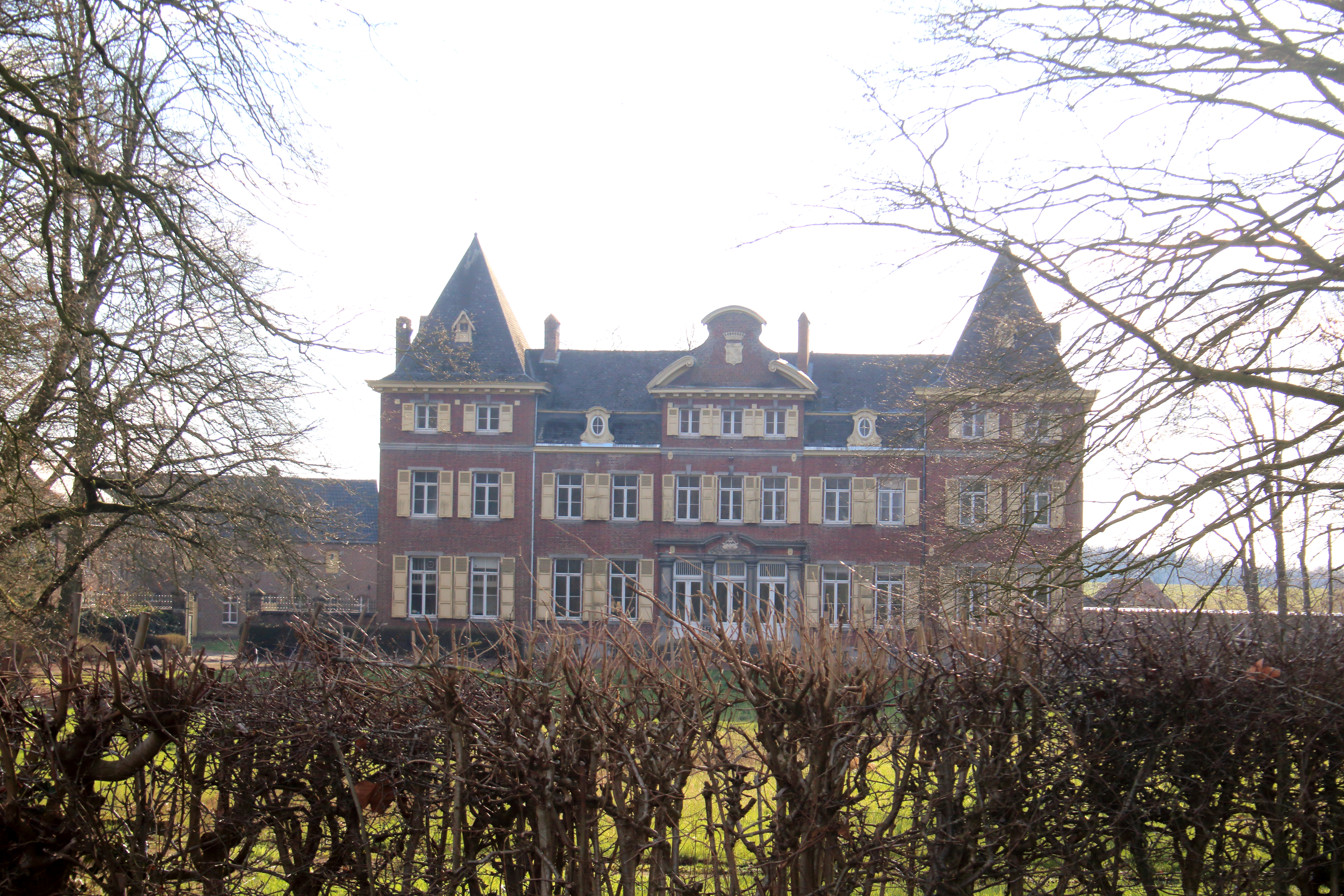
Kasteel van Fouleng

## Nabijgelegen kernen
Gondregnies, Thoricourt, Lombise